# Toamasina II
Toamasina II is een district van Madagaskar in de regio Atsinanana. Het district telt 219.227 inwoners (2011) en heeft een oppervlakte van 4.816 km², verdeeld over 15 gemeentes. Het district beslaat het buitengebied van de stad Toamasina.

## Demografie
| Jaar | Inwoneraantal |
| ---- | ------------- |
| 1993 | 129 581       |
| 2000 | 165 423       |
| 2005 | 194 509       |
| 2007 | 207 559       |
| 2011 | 219.227       |